# NGC 7822
إن جي سي 7822 (NGC 7822) هو مجمع لتشكيل نجوم حديثة العهد في كوكبة الملتهب. يشمل المجمع منطقة الانبعاث الشعاعي المسمى شاربليس 171 (Sharpless 171)  منطقة مجموعة النجوم الجديدة المسماة بيركلي 59. يعتقد أنه على بعد 800-1000 فرسخ فضائي،  وعمر الأصغر سنا منهم لا يزيد عن بضعة ملايين سنة. ويضم المجمع أيضا واحد من أسخن النجوم التي اكتشفت والتي هي في حدود كيلو فرسخ فضائي واحد عن الشمس وهي بي دي+66 1673

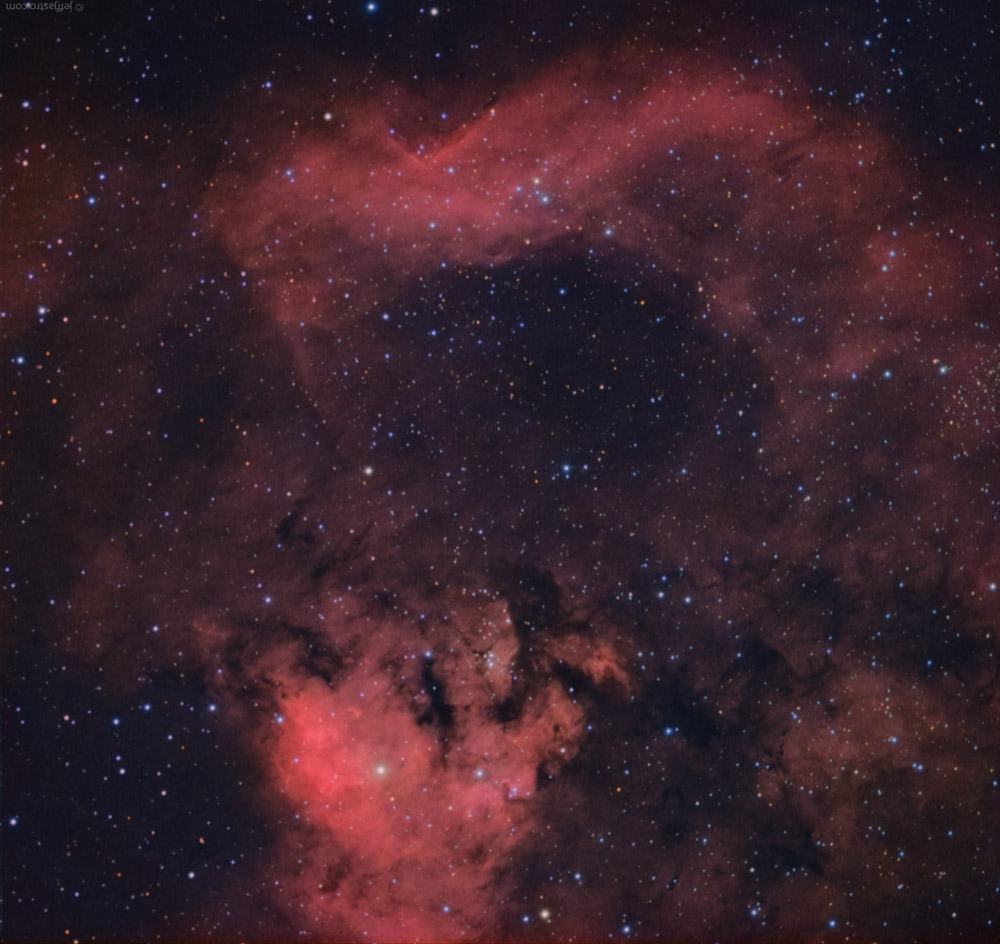
صورة لهواة علم الفلك. الجنوب من ناحية أعلى الصورة.

## رابط خارجي
- Nemiroff، R.؛ Bonnell، J.، المحررون (16 نوفمبر 2011). "NGC 7822 in Cepheus". صورة اليوم الفلكية. ناسا.